# Cozi Costi
 (juin 2020).
Si vous disposez d'ouvrages ou d'articles de référence ou si vous connaissez des sites web de qualité traitant du thème abordé ici, merci de compléter l'article en donnant les références utiles à sa vérifiabilité et en les liant à la section « Notes et références ».
Cozi Costi est une chanteuse de musique pop, house et electro house, originaire de Londres.

## Collaborations musicales
Elle a coécrit le titre Naughty Girl dans lequel elle chante également, single de l'artiste australien Holly Valance en 2002.
Cozi commence sa carrière pop en 1996 avec le groupe de filles britannique TSD avec Claire Richards, qui quittera le groupe pour rejoindre le groupe Steps.
Parmi ses collaborations avec des DJs de musique électronique se trouve le single Baby When the Light avec l'artiste français David Guetta, dans lequel elle chante.
Sous le nom David Guetta featuring Cozi - baby When the Light, le titre a atteint la 6e place du Top 50, et 2e extrait de l'album Pop Life du DJ français. Le single est certifié disque d'argent par la SNEP, avec plus de 150 000 exemplaires vendus.
D'autres contributions avec le DJ Jerry Ropero pour le titre The Storm, Perfect Moment avec le DJ allemand Eddie Thoneick et Sensual avec PhonJaxx.

## Singles
| Année | Titre                                   | Classement par pays | Classement par pays | Classement par pays | Classement par pays | Classement par pays | Classement par pays | Classement par pays | Classement par pays | Classement par pays | Classement par pays | Classement par pays | Classement par pays | Classement par pays | Classement par pays | Classement par pays | Certifications | Album    |
| Année | Titre                                   | Bulgarie            | France WAL          | Belgique FLA        | Pays-Bas            | Suisse              | Italie              | Suède               | Portugal            | Royaume-Uni         | Allemagne           | Autriche            | Royaume-Uni         | Europe              | Canada              | Club 40             | Certifications | Album    |
| ----- | --------------------------------------- | ------------------- | ------------------- | ------------------- | ------------------- | ------------------- | ------------------- | ------------------- | ------------------- | ------------------- | ------------------- | ------------------- | ------------------- | ------------------- | ------------------- | ------------------- | -------------- | -------- |
| 2007  | Baby When the Light (avec David Guetta) | 1                   | 6                   | 15                  | 15                  | 25                  | 30                  | 35                  | 45                  | 19                  | 59                  | 62                  | 50                  | 4                   | 4                   | —                   | - France: Or   | Pop Life |
| 2010  | The Storm (avec Jerry Ropero)           | -                   | —                   | -                   | 32                  | -                   | -                   | —                   | —                   | —                   | 7                   | —                   | —                   | -                   | —                   | —                   |                |          |